# Ordine della Stella di Sarawak
L'Eccellentissimo Ordine della Stella di Sarawak è stato un ordine cavalleresco di Sarawak.

## Storia
L'ordine è stato fondato il 26 settembre 1928 dal Raja Bianco Charles Vyner Brooke e abolito nel 1946 con la riduzione di Sarawak a colonia britannica. L'ordine aveva per statuto un proprio sovrano che coincideva con il raja e, dal 1941, venne dotato anche di un gran maestro che amministrava de facto le concessioni, nella persona della ranee Sylvia Leonora Brett.
L'ordine venne ufficialmente ripreso dal governo del Sarawak dopo l'indipendenza dello stato il 10 luglio 1964 e venne portato a cinque classi di merito col medesimo nome di Ordine della Stella del Sarawak.

## Classi
L'ordine dispone delle seguenti classi di benemerenza che danno diritto a dei post nominali qui indicati tra parentesi:
- Maestro (MSS) - distintivo su una fascia e stella al petto
- Compagno (CSS) - distintivo su un colletto
- Ufficiale (OSS) - distintivo su un nastro al petto

## Insegne
- La medaglia era composta da una stella di metallo a cinque punte riportante al centro un cerchio a sbalzo con lo stemma del regno di Sarawak in smalti.
- La stella riprendeva le medesime decorazioni della medaglia, raggiante e portata appuntata sul petto.
- Il nastro era giallo con una striscia nera al centro.